# Sosnowka (rejon sowiecki, Kraj Ałtajski)
Sosnowka (ros. Сосновка) – wieś (sieło) w Rosji, w Kraju Ałtajskim, w rejonie sowieckim. W 2010 liczyła 235 mieszkańców.